# Budín de pan
El budín de pan es un postre popular en las cocinas de diversos países, el cual es una variante del pudín tradicional especialmente dulce. No debe confundirse con el budín de pan y mantequilla.

## Elaboración y presentación
Se elabora usando pan duro (normalmente de las sobras del día anterior), manteca, leche, huevo, azúcar o miel de caña, especias (canela, nuez moscada, clavo o vainilla) y, como ingrediente opcional, fruta seca. El pan se pone en remojo en leche (toda la noche), se exprime hasta secarlo, se puede pisar con pisapatatas, para que la consistencia quede lisa y se mezcla con los demás ingredientes. La masa se pone en un molde y se hornea, la temperatura es según el horno.
Puede servirse con una salsa dulce de algún tipo, como salsa de whisky, de ron o de caramelo (el caramelo debe colocarse antes de pasar la mezcla en el molde), pero típicamente se espolvorea con azúcar y se toma frío en cuadrados o rebanadas.

## Variedades

### América

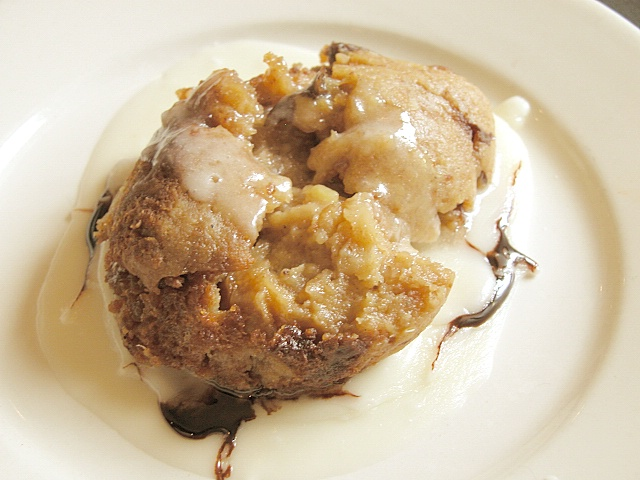
Budín de pan criollo de Austin Leslie, con salsa de whisky y vainilla.

En Argentina, Uruguay y Paraguay se consume acompañado con dulce de leche o crema.
En Chile se le conoce como colegial.
En Costa Rica se prepara o acompaña con dulce de leche, leche condensada, frutos secos, vanilla, uvas pasas y/o tapa dulce.
En el Perú se prepara con ralladura de limón y nueces o pecanas. Se le suele agregar pasas. Es típica su preparación casera y su venta en las panaderías de los barrios populares, en ambos casos se utiliza el pan sobrante de días anteriores.
En Panamá se le conoce como mamallena.
En Venezuela se le conoce con el nombre de torta de pan o torta burrera y se prepara horneándolo en un molde cubierto previamente con caramelo a modo de flan o quesillo.
En México se le conoce simplemente como budín y usualmente se hace con sobras de bolillo. Se suele hacer al natural o con uvas pasas y nueces pecanas.

### Asia
En Malasia, el budín de pan se consume con crema pastelera, y en Hong Kong con salsa de crema de vainilla.

### Europa
En España existe el pan de Calatrava, postre murciano de influencia árabe.
En el Reino Unido, el budín de pan se dice que es una versión húmeda del Nelson Cake (budín de pan con fruta seca), de ahí el apodo de "Wet Nelly".